# أوج قزل
أوج قزل هي مدينة ومركز مقاطعة ترمذ في ولاية صرخنداريا في أوزبكستان.